# The Legend of Black Rock
The Legend of Black Rock è un cortometraggio muto del 1914 diretto da Harry A. Pollard. Il regista firma anche la sceneggiatura del film che, prodotto dalla Beauty (American Film Manufacturing Company), aveva come interpreti Margarita Fischer, Joe Harris, Mary Scott, Gladys Kingsbury, Kathie Fischer, Albert Cavens.

## Trama
Una mattina dopo una grande tempesta in mare, Joe Thornton, un giovane pescatore, trova una ragazza mezza annegata distesa su Black Rock. La porta a casa dove, con l'aiuto di sua madre la rianima e le presta le prime cure. Nessuno capisce cosa la ragazza dice; l'unica parola che ripete è il suo nome, Carmelita. Joe le insegna la sua lingua e se ne prende cura come fosse per lui la sorella più piccola, senza accorgersi che la ragazza, invece, si è profondamente innamorata di lui.

Al villaggio di pescatori un giorno torna Mona, la fidanzata di Joe. I due si danno appuntamento ma vengono interrotti da Carmelita che, folle di gelosia, cerca di accoltellare Mona. Joe interviene e rampogna rudemente Carmelita, continuando a non capire il sentimento che lei prova per lui. La sera delle nozze, il giovane pescatore e la sua sposa prendono la nave per San Francisco. Su Black Rock, una figura solitaria guarda la nave sparire all'orizzonte. La mattina seguente, la ragazza spagnola è scomparsa.

## Produzione
Il film fu prodotto dalla Beauty (American Film Manufacturing Company).

## Distribuzione
Distribuito dalla Mutual, il film - un cortometraggio in una bobina - uscì nelle sale statunitensi il 29 settembre 1914.